# Велмевци
Велмевци (на македонска литературна норма: Велмевци) е село в община Демир Хисар, Северна Македония.

## География
Разположено е на 950 m надморска височина в Бушева планина, в северната част на община Демир Хисар. Землището на Велмевци е 12,1 km2, от които обработваемите площи са 211,1 ha, пасищата заемат 233,3 ha, а горите 729 ha. Част е от областта Горен Демир Хисар. В землището на Велмевци има много извори, както и букови и дъбови гори.

## История
Смята се, че селото е заселено от преселници от Велмей, Дебърца, избягали от спахийско насилие. Тома Смилянич пише в началото на 30-те години на ХХ век, че всички родове в селото, без рода Пейцовци, произхождат от Дебърца, както и че имат роднини във Велмей. 
В османски данъчни регистри на немюсюлманското население от вилаета Манастир от 1611-1612 година селото е отбелязано под името Велмевче с 20 джизие ханета (домакинства). В сиджил от 1620-1621 година е отбелязано, че 13 ханета  във Велмевци дължат военния данък нузул за османския поход срещу Полша.
В XIX век Велмевци е изцяло българско село в Битолска кааза, нахия Демир Хисар на Османската империя. Църквата „Свети Илия“ е от 1838 година, „Света Богородица“ е от XVII век, а „Света Петка“ е от 1999 година. Според Васил Кънчов в 90-те години Велмевци е голямо село на хубаво място с добра църква и 130 хубави християнски къщи. Населението му се занимава с хлебарство в Битоля. Според статистиката му („Македония. Етнография и статистика“) в 1900 година в Велмевци има 800 жители, всички българи християни.
През учебната 1893/1894 година във Велмевци функционира българско смесено първоначално училище със забавачка. Броят на учениците в него  е следният:
| Забавачка | Забавачка | Първо отделение | Първо отделение | Второ отделение | Второ отделение | Общо    | Общо       | Общо         |
| момчета   | момичета  | момчета         | моми- чета      | момчета         | моми- чета      | момчета | моми- чета | общо ученици |
| --------- | --------- | --------------- | --------------- | --------------- | --------------- | ------- | ---------- | ------------ |
| 29        | 3         | 12              | 3               | 5               | 4               | 46      | 10         | 56           |

На Етнографската карта на Битолския вилает на Картографския институт в София от 1901 година Велмевци е чисто българско село в Битолската каза на Битолския санджак със 139 къщи.
Цялото население на селото е под върховенството на Българската екзархия. По данни на секретаря на екзархията Димитър Мишев („La Macédoine et sa Population Chrétienne“) в 1905 година в Велмевци има 960 българи екзархисти и работи българско училище. Според данни на главния стружки учител Яким Деребанов през 1906 година селото има 744, а през 1907 година -738 жители. Броят на къщите е 134, а на венчилата - 171. 70 души са на гурбет - предимно като хлебари в Румъния.
В 1909 година във Велмевци е донесена първата футболна топка. В памет на това на селската чешма има футболна топка.
В братска могила тук е погребан Йордан Пиперката заедно с трима свой четници.
При избухването на Балканската война в 1912 година 12 души от Велмевци са доброволци в Македоно-одринското опълчение.
По време на българското управление на Вардарска Македония през Първата световна война Велмевци е център на община в Кичевска околия и има 725 жители.
След освобождението на част от Вардарска Македония по време на Втората световна война, на 2 май 1943 година във Велмевци е основано читалище „Д-р Кр. Н. Михайловски“ с 31 члена, председател Никола Мошаров и секретар - Борис Иванов.
В 1948 година селото има 619 жители. В 1961 година има 227 жители, които през 1994 намаляват на 18, а според преброяването от 2002 година селото има 7 жители и е напът да се обезлюди напълно.
Подобно на много други села в района Велмевци страда от бедното си планинско землище, а след национализацията през 1947 г. процесите на изселване се засилват. Селяните се изселват в Демир Хисар, Кичево, Битоля, Скопие, презокеанските земи и в Европа.

## Личности
Родени във Велмевци
- Ванчо Наумов (? – 1903), български революционер от ВМОРО
- Глигор Стоянов Даскалов, български революционер от ВМОРО[19]
- Иван Щерьов (1888 – 1939), четник от ВМОРО
- Киро Дойчиновски (р. 1937), историк и политик от Северна Македония, агент на югославските тайни служби
- Йон Христов Тренев, български революционер от ВМОРО[20]
- Коце Велмевчето, терорист и четник на ВМОРО[21][22]
- Кръсте Стойков Стефанов, български революционер от ВМОРО[20]
- Кръстьо Михайловски (1866 - ?), български лекар
- Момир Цветанов Петрев, български революционер от ВМОРО[23]
- Никола Стоянов Димитриев, български революционер от ВМОРО[19]
- Секула Стоянов Андрев, български революционер от ВМОРО[24]
- Серафим Зафиров, български революционер от ВМОРО, четник на Иван Димов – Пашата[25]
- Симеон Смилев (1880 – ?), български революционер от ВМОРО
- Ставре Лазаров Апостолов, български революционер от ВМОРО[24]
- Тома Найденов (1886 - ?), български революционер от ВМОРО
- Траян Христов Тренев, български революционер от ВМОРО[20]